# Pelargoderus papuanus
Pelargoderus papuanus là một loài bọ cánh cứng trong họ Cerambycidae.